# Беви
Беви́ (фр. Bévy) — коммуна во Франции, находится в регионе Бургундия. Департамент коммуны — Кот-д’Ор. Входит в состав кантона Жевре-Шамбертен. Округ коммуны — Дижон.
Код INSEE коммуны — 21070.

## Население
Население коммуны на 2010 год составляло 95 человек.
| 1962 | 1968 | 1975 | 1982 | 1990 | 1999 | 2010 |
| ---- | ---- | ---- | ---- | ---- | ---- | ---- |
| 43   | 54   | 62   | 70   | 80   | 91   | 95   |

## Экономика
В 2010 году среди 66 человек трудоспособного возраста (15—64 лет) 55 были экономически активными, 11 — неактивными (показатель активности — 83,3 %, в 1999 году было 74,2 %). Из 55 активных жителей работали 47 человек (25 мужчин и 22 женщины), безработных было 8 (6 мужчин и 2 женщины). Среди 11 неактивных 2 человека были учениками или студентами, 3 — пенсионерами, 6 были неактивными по другим причинам.